# Paul Couillaud
Paul Couillaud (né le 31 décembre 1893 à Angers et mort le 15 mars 1962 à Pontoise) est un athlète français, spécialiste en saut en longueur.

## Biographie
Il est champion de France de saut en longueur en 1927 et vice-champion de France en 1922 et 1924. 
Il participe aux Jeux olympiques de 1924 à Paris, terminant vingt-quatrième.